# Mihajlo Bučić
Mihajlo Bučić (Buchich) hrvatski je kalvinski svećenik i pisac. Rođen je kao katolik i služio kao katolički svećenik u Međimurju, u Belici. Ranije se prekrstio na protestantsku vjeru i širio protestantizam u Slavoniji. Juraj Zrinski podupirao je svoje djelo i u Nedelišću su tiskali Bučićeve knjige, na primjer hrvatski (kajkavski) prijevod kalvinskog Novog zavjeta. Juraj Drašković, biskup u Slavoniji, istupio je protiv djela Bučića. Ni jedan primjerak ovih djela nije se uspio sačuvati.

## Djela
- Contra praesentiam corporis et sanguinis Christi in sacramento Eucharistiae. Nedelische (1573.)
- Kerstjanski Nauk (1573.)
- Novi zakon (1573.)